# Rendkívül Nagy Európai Távcső
A Rendkívül Nagy Európai Távcső (röviden: ELT, angolul Extremely Large Telescope) az Európai Déli Obszervatórium tervezett, 39 méter tükörátmérőjű óriástávcsöve, mely, ha megépítik, a világ legnagyobb átmérőjű optikai-infravörös távcsöve lesz. A 2014-es ütemterv szerint 2024-re helyezik üzembe. Az építés tervezett költsége 1055 millió euró (2011-es árfolyamon). Az Európai Déli Obszervatórium (ESO) létesítményeként a távcsőnek az észak-chilei Atacama-sivatagban található Cerro Armazones ad otthont. A projekt elnevezése kezdetben European Extremely Large Telescope (Európai Rendkívül Nagy Távcső, E-ELT) volt, de az elnevezést 2017-ben megváltoztatták.
Az ELT célja, hogy bővítse asztrofizikai tudásunkat más csillagok bolygóinak, az Univerzum első galaxisainak, a szupernagy tömegű fekete lyukak és a protoplanetáris korongok vizsgálatával.

## Konstrukció
A teleszkóp méretei miatt a monolitikus tükör szóba sem kerülhetett mint főtükör, helyette 798 darab hatszög alakú tükörszegmenst használ. A szegmensek egyenként kb. 1,4 méter átmérőjűek és 50 milliméter vastagok, összesített fénygyűjtő felületük kb. 978 m². A szegmentált megoldással sokkal egyszerűbb a teleszkóp karbantartása is. A teleszkóp látómezeje a telihold méretének kb. 10%-a.
2017-ben a németországi Schott művekben kiöntötték a főtükör első hat szegmensét kis hőtágulású Zerodur anyagból. A csiszolást és polírozást a francia Safran Reosc cég fogja elkészíteni.
Az ELT közel 80 méter magas és 88 méter átmérőjű kupolája a világ legnagyobb teleszkóp számára épített kupolája lesz. Az acélból készült kupolaszerkezet felső része nagyjából 6100 tonnát, míg a távcsőszerkezet 3700 tonnát fog nyomni. Maguk a műszerek a távcső két átellenes oldalán elhelyezett, egy-egy teniszpálya méretű platformon kapnak helyet. A betonból készült, henger alakú alap tetején forog majd a kupola felső része, így a hatalmas megfigyelőrésen keresztül a távcső minden irányba ki fog látni. A kupolát egy összesen 36 kocsiból álló berendezés fogja forgatni, amelynek kocsijai egyenként 27 tonnásak lesznek.

## Műszerezettség[5]
A teleszkópra több tudományos műszert is szerelnek, és csupán percek alatt lehet majd egyikről a másikra váltani.
- HARMONI: High Angular Resolution Monolithic Optical and Near-infrared Integral field spectrograph (A látható és a közeli infravörös tartományban működő nagy szögfelbontású monolitikus látómező-integráló spektrográf)
- MICADO: Multi-AO Imaging Camera for Deep Observations (Multi-adaptív Képalkotó Kamera Mélyég Megfigyelésekhez)
- MAORY: Multi-conjugate Adaptive Optics RelaY (Multi-konjugált Adaptív Optikai Modul)
- METIS: Mid-infrared ELT Imager and Spectrograph (Közép-infravörös ELT Képalkotó és Spektrográf)
- HIRES: HIgh REsolution Spectrograph (Nagy Felbontású Spektrográf)
- MOSAIC: Multi-Object Spectrograph (Multiobjektum Spektrográf)

## A helyszín kiválasztása
A tervezett E-ELT helyszínét hosszasan mérlegelték, megvizsgálva rengeteg lehetséges helyszínt: Argentínában, Chilében, Marokkóban és Spanyolország La Palma szigetén is. A távcső építésének helyét 2010 áprilisában választották ki: a 3060 méter magas Cerro Amazones az Atacama-sivatagban, a VLT-nek otthont adó Cerro Paranaltól mintegy 20 kilométerre van.

## Összehasonlításul
Az ELT 39 méter átmérőjű főtükrével a világ legnagyobb optikai földi távcsöve lesz, mellette eltörpülnek majd a világ hasonló műszerei.

Az ELT kupolájának mérete más távcsőkupolák mellett.

A működő optikai távcsövek közül az egyik legnagyobb a Kanári-szigeteki Nagy Távcső, amelynek tükre 10,4 méter átmérőjű, és összesen 36 darab hatszögletű szegmensből áll. Az építés alatt álló Harmincméteres Távcső (TMT) főtükre pedig 492 darab tükörszegmensből áll majd, amelyek egyenként 1,4 méteresek lesznek.
Az ESO Nagyon Nagy Távcsöve (VLT) a világ legfejlettebb optikai távcsőrendszere, amely négy, egyenként 8,2 méteres teleszkópból, valamint négy 1,8 méter átmérőjű mozgatható kiegészítő távcsőből áll.

## Tudományos célok[9]
- Az univerzum első csillagainak megfigyelése
- A korai galaxisok evolúciójának tanulmányozása
- Az első részletes kép egy exobolygóról
- Az Univerzum összetételének megállapítása
- A fekete lyukak szerepe a világegyetemben